# Стриптиз (фильм)
«Стриптиз» (англ. Striptease) — кинофильм 1996 года, снятый режиссёром Эндрю Бергманом.

## Сюжет
В трудных жизненных обстоятельствах оказалась молодая разведённая женщина Эрин Грант, суд оставил её дочь с отцом — глуповатым бездельником и нахалом, а она сама лишилась работы. Единственным местом, куда ей удалось устроиться, был стрип-клуб, где она оказалась лучшей танцовщицей. Несмотря на то, что она работает в заведении с такой репутацией, в нём находятся чуткие и отзывчивые люди: танцовщицы, некоторые посетители и огромный добрый вышибала, готовый помочь Эрин вернуть ей дочь. Но однажды в клуб зашёл сексуально озабоченный конгрессмен Дэвид Дилбек, увидел, как танцует Эрин, и ему захотелось с ней переспать. Это привело избирательную команду Дилбека в ужас, ведь приближаются выборы. Поэтому в округе начинают твориться странные и страшные вещи. Но Эрин не собирается поддаваться похоти политика-извращенца и берёт его самого в заложники.

## В ролях
- Деми Мур — Эрин Грант
- Винг Рэймс — Шэд
- Роберт Патрик — Даррел Грант
- Бёрт Рейнольдс — конгрессмен Дэйв Дилбек
- Арманд Ассанте — лейтенант Эл Гарсия
- Рена Риффель — Тиффани
- Румер Уиллис — Анджела Грант
- Барбара Элин Вудс — Лорелей
- Шивон Фэллон — Рита Грант
- Пол Гилфойл — Малкольм Молдовски

В роли Анджелы Грант, дочери Эрин, снялась Румер Уиллис — дочь Деми Мур и Брюса Уиллиса.

## Награды и номинации
В 1997 году фильм получил награду «Золотая малина» в 6 категориях: 
- «Худший фильм» (Майк Лобелл),
- «Худшая актриса» (Деми Мур),
- «Худший режиссёр» (Эндрю Бергман),
- «Худший сценарий» (Эндрю Бергман),
- «Худшая песня» (Марвин Монтгомери),
- «Худший актёрский дуэт» (Деми Мур и Бёрт Рейнольдс),

и номинацию в категории «Худшая мужская роль второго плана» (Бёрт Рейнольдс). 
В 2000 году фильм получил награду «Золотая малина» в категории «Худшая картина десятилетия».

## Саундтрек
Саундтрек к фильму под названием «Striptease: Music From The Motion Picture Soundtrack» был выпущен 25 июня 1996 года на американском лейбле «Capitol Records».
| #  | Исполнитель             | Название                             | Длительность |
| -- | ----------------------- | ------------------------------------ | ------------ |
| 1  | The Spencer Davis Group | Gimme Some Lovin'                    | 2:58         |
| 2  | Билли Оушен             | Get Outta My Dreams, Get into My Car | 5:33         |
| 3  | Blondie                 | The Tide Is High                     | 4:42         |
| 4  | Soul Survivors          | Expressway to Your Heart             | 2:16         |
| 5  | Booker T. & the MG’s    | Green Onions                         | 2:51         |
| 6  | Laladin                 | Love Child (Halaila)                 | 3:18         |
| 7  | Phillips                | I Live for You                       | 3:45         |
| 8  | Смоки Робинсон          | You’ve Really Got a Hold on Me       | 2:59         |
| 9  | Билли Айдол             | Mony Mony                            | 5:03         |
| 10 | Принс                   | If I Was Your Girlfriend             | 3:46         |
| 11 | Джоан Джетт             | I Hate Myself for Loving You         | 4:12         |
| 12 | Eurythmics              | Sweet Dreams (Are Made of This)      | 3:36         |
| 13 | Дин Мартин              | Return to Me                         | 2:24         |